# FIVB Beach Volleyball World Tour 2015
FIVB Beach Volleyball World Tour 2015 var den 27:e upplagan av den professionella tävlingsserien i beachvolley.  Tävlingsserien arrangerades av FIVB från april till oktober 2015. Den bestod av tävlingar på olika nivåer (5 Grand Slams, 6 öppna turneringar, 3 Major Series samt världsmästerskapet. För första gången hölls en tourfinal på slutet.

## Spelkalender
Legend
| Världsmästerskap |
| Tour final       |
| Grand Slam       |
| Major Series     |
| Öppen turnering  |

### Damer
| Turnering | Mästare                                                           | Tvåa                                                | Trea                                                                      | Fyra                                                       |
| --- | ----------------------------------------------------------------- | --------------------------------------------------- | ------------------------------------------------------------------------- | ---------------------------------------------------------- |
| Fuzhou Open Fuzhou, Kina 22 – 26 april                                                                                         | Jamie Broder (CAN) · Kristina Valjas (CAN) · 21–17, 23–21         | Chantal Laboureur (GER) · Julia Sude (GER)          | Kerri Walsh Jennings (USA) · April Ross (USA) · 13–21, 21–13, 15–11       | Wang Fan (CHN) · Yue Yuan (CHN)                            |
| Lucerne Open Luzern, Schweiz 12 – 17 maj                                                                                       | Karla Borger (GER) · Britta Büthe (GER) · 16–21, 21–16, 15–13     | Madelein Meppelink (NED) · Marleen van Iersel (NED) | Jamie Broder (CAN) · Kristina Valjas (CAN) · 21–18, 21–15                 | Stefanie Schwaiger (AUT) · Barbara Hansel (AUT)            |
| Prague Open Prag, Tjeckien 20 – 24 maj                                                                                         | Ágatha Bednarczuk (BRA) · Bárbara Seixas (BRA) · 21–12, 21–18     | Heather Bansley (CAN) · Sarah Pavan (CAN)           | Eduarda Lisboa (BRA) · Elize Maia (BRA) · Walkover                        | Maria Clara Salgado (BRA) · Carolina Solberg Salgado (BRA) |
| Moscow Grand Slam Moskva, Ryssland 26 – 31 maj                                                                                 | Larissa França (BRA) · Talita Antunes (BRA) · 21–17, 21–14        | Madelein Meppelink (NED) · Marleen van Iersel (NED) | Marta Menegatti (ITA) · Viktoria Orsi Toth (ITA) · 14–21, 21–19, 16–14    | Wang Fan (CHN) · Yue Yuan (CHN)                            |
| Porec Major Poreč, Croatia 2 – 6 juni                                                                                          | Larissa França (BRA) · Talita Antunes (BRA) · 21–16, 25–27, 15–12 | Heather Bansley (CAN) · Sarah Pavan (CAN)           | Louise Bawden (AUS) · Taliqua Clancy (AUS) · 21–15, 21–17                 | Jamie Broder (CAN) · Kristina Valjas (CAN)                 |
| Stavanger Major Stavanger, Norway 9 – 13 juni                                                                                  | Juliana Silva (BRA) · Maria Antonelli (BRA) · 21–16, 21–15        | Ágatha Bednarczuk (BRA) · Bárbara Seixas (BRA)      | Madelein Meppelink (NED) · Marleen van Iersel (NED) · 21–17, 16–21, 15–13 | Laura Ludwig (GER) · Kira Walkenhorst (GER)                |
| St. Petersburg Grand Slam St. Petersburg, Florida, United States 17 – 21 juni                                                  | Ágatha Bednarczuk (BRA) · Bárbara Seixas (BRA) · 23–21, 21–19     | Juliana Silva (BRA) · Maria Antonelli (BRA)         | Taiana Lima (BRA) · Fernanda Alves (BRA) · 17–21, 21–19, 17–15            | Karla Borger (GER) · Britta Büthe (GER)                    |
| FIVB World Championships Amsterdam, Apeldoorn, Rotterdam and Haag, Nederländerna 26 juni – 5 juli                              | Ágatha Bednarczuk (BRA) · Bárbara Seixas (BRA) · 21–18, 22–20     | Taiana Lima (BRA) · Fernanda Alves (BRA)            | Juliana Silva (BRA) · Maria Antonelli (BRA) · 23–25, 21–18, 15–9          | Katrin Holtwick (GER) · Ilka Semmler (GER)                 |
| Gstaad Major Gstaad, Schweiz 7 – 11 juli                                                                                       | Larissa França (BRA) · Talita Antunes (BRA) · 21–13, 21–17        | Taiana Lima (BRA) · Fernanda Alves (BRA)            | Heather Bansley (CAN) · Sarah Pavan (CAN) · Walkover                      | Kerri Walsh Jennings (USA) · April Ross (USA)              |
| Yokohama Grand Slam Yokohama, Japan 21 – 26 juli                                                                               | Laura Ludwig (GER) · Kira Walkenhorst (GER) · 21–14, 21–17        | Ágatha Bednarczuk (BRA) · Bárbara Seixas (BRA)      | Heather Bansley (CAN) · Sarah Pavan (CAN) · 15–21, 22–20, 15–9            | April Ross (USA) · Jennifer Fopma (USA)                    |
| Long Beach Grand Slam Long Beach, California, United States 18 – 23 augusti                                                    | Larissa França (BRA) · Talita Antunes (BRA) · 21–18, 21–16        | Kerri Walsh Jennings (USA) · April Ross (USA) ·     | Laura Ludwig (GER) · Kira Walkenhorst (GER) · 21–17, 21–13                | Louise Bawden (AUS) · Taliqua Clancy (AUS) ·               |
| Olsztyn Grand Slam Olsztyn, Polen 25 – 29 augusti                                                                              | Larissa França (BRA) · Talita Antunes (BRA) · 21–12, 25–23        | Madelein Meppelink (NED) · Marleen van Iersel (NED) | Kinga Kołosińska (POL) · Monika Brzostek (POL) · 21–12, 21–16             | Sophie van Gestel (NED) · Jantine van der Vlist (NED)      |
| Rio de Janeiro Open Rio de Janeiro, Brasilien 2 – 6 september                                                                  | Larissa França (BRA) · Talita Antunes (BRA) · 32–30, 18–21, 15–12 | Ágatha Bednarczuk (BRA) · Bárbara Seixas (BRA)      | Madelein Meppelink (NED) · Marleen van Iersel (NED) · 21–15, 21–17        | Juliana Silva (BRA) · Maria Antonelli (BRA)                |
| Sochi Open Sochi, Ryssland 8 – 13 september                                                                                    | Marta Menegatti (ITA) · Viktoria Orsi Toth (ITA) · 21–19, 21–16   | Isabelle Forrer (SUI) · Anouk Vergé-Dépré (SUI)     | Nadine Zumkehr (SUI) · Joana Heidrich (SUI) · 21–18, 21–18                | Riikka Lehtonen (FIN) · Taru Lahti (FIN)                   |
| Xiamen Open Xiamen, Kina 23 – 27 september                                                                                     | Nadine Zumkehr (SUI) · Joana Heidrich (SUI) · 21–18, 21–17        | Ana Gallay (ARG) · Georgina Klug (ARG)              | Isabelle Forrer (SUI) · Anouk Vergé-Dépré (SUI) · 21–14, 24–22            | Katrin Holtwick (GER) · Ilka Semmler (GER)                 |
| Ft. Lauderdale Swatch Beach Volleyball FIVB World Tour Finals Fort Lauderdale, Florida, United States 29 september – 4 oktober | Larissa França (BRA) · Talita Antunes (BRA) · 21–17, 21–18        | Laura Ludwig (GER) · Kira Walkenhorst (GER)         | Ágatha Bednarczuk (BRA) · Bárbara Seixas (BRA) · 22–20, 14–21, 15–10      | Heather Bansley (CAN) · Sarah Pavan (CAN)                  |

### Herrar
| Turnering | Mästare                                                                | Tvåa                                                  | Trea                                                                  | Fyra                                                    |
| --- | ---------------------------------------------------------------------- | ----------------------------------------------------- | --------------------------------------------------------------------- | ------------------------------------------------------- |
| Fuzhou Open Fuzhou, Kina 21 – 25 april                                                                                         | Markus Böckermann (GER) · Lars Flüggen (GER) · 21–19, 21–19            | Alexander Brouwer (NED) · Robert Meeuwsen (NED)       | Youssef Krou (FRA) · Édouard Rowlandson (FRA) · 19–21, 21–17, 15–9    | Todd Rogers (USA) · Stafford Slick (USA)                |
| Lucerne Open Luzern, Schweiz 13 – 17 maj                                                                                       | Alex Ranghieri (ITA) · Marco Caminati (ITA) · Walkover                 | Alexander Brouwer (NED) · Robert Meeuwsen (NED)       | Murat Giginoğlu (TUR) · Volkan Göğtepe (TUR) · 21–18, 18–21, 15–4     | Nico Beeler (SUI) · Alexei Strasser (SUI)               |
| Moscow Grand Slam Moskva, Ryssland 26 – 31 maj                                                                                 | Pablo Herrera (ESP) · Adrián Gavira (ESP) · 21–19, 21–19               | Evandro Oliveira (BRA) · Pedro Solberg Salgado (BRA)  | Jonathan Erdmann (GER) · Kay Matysik (GER) · 21–19, 21–17             | Alison Cerutti (BRA) · Bruno Oscar Schmidt (BRA)        |
| Porec Major Poreč, Croatia 3 – 7 juni                                                                                          | Alexander Brouwer (NED) · Robert Meeuwsen (NED) · 21–15, 21–13         | Josh Binstock (CAN) · Sam Schachter (CAN)             | Alex Ranghieri (ITA) · Adrian Carambula (ITA) · 21–18, 18–21, 15–10   | Reinder Nummerdor (NED) · Christiaan Varenhorst (NED)   |
| Stavanger Major Stavanger, Norway 9 – 14 juni                                                                                  | Evandro Oliveira (BRA) · Pedro Solberg Salgado (BRA) · 21–13, 21–14    | Bartosz Łosiak (POL) · Piotr Kantor (POL)             | Grzegorz Fijałek (POL) · Mariusz Prudel (POL) · 21–13, 21–15          | Matteo Ingrosso (ITA) · Paolo Ingrosso (ITA)            |
| St. Petersburg Grand Slam St. Petersburg, Florida, United States 16 – 21 juni                                                  | Jake Gibb (USA) · Casey Patterson (USA) · 16–21, 23–21, 15–13          | Reinder Nummerdor (NED) · Christiaan Varenhorst (NED) | Nicholas Lucena (USA) · Theo Brunner (USA) · 21–19, 21–16             | Clemens Doppler (AUT) · Alexander Horst (AUT)           |
| FIVB World Championships Amsterdam, Apeldoorn, Rotterdam and Haag, Nederländerna 26 juni – 5 juli                              | Alison Cerutti (BRA) · Bruno Oscar Schmidt (BRA) · 12–21, 21–14, 22–20 | Reinder Nummerdor (NED) · Christiaan Varenhorst (NED) | Evandro Oliveira (BRA) · Pedro Solberg Salgado (BRA) · 22–20, 21–13   | Nicholas Lucena (USA) · Theo Brunner (USA)              |
| Gstaad Major Gstaad, Schweiz 8 – 12 juli                                                                                       | Alison Cerutti (BRA) · Bruno Oscar Schmidt (BRA) · 21–16, 13–21, 15–10 | Aleksandrs Samoilovs (LAT) · Jānis Šmēdiņš (LAT)      | Alexander Brouwer (NED) · Robert Meeuwsen (NED) · 18–21, 21–16, 15–10 | Alex Ranghieri (ITA) · Adrian Carambula (ITA)           |
| Yokohama Grand Slam Yokohama, Japan 21 – 26 juli                                                                               | Alison Cerutti (BRA) · Bruno Oscar Schmidt (BRA) · 21–15, 21–15        | Chaim Schalk (CAN) · Ben Saxton (CAN)                 | Clemens Doppler (AUT) · Alexander Horst (AUT) · 21–17, 21–16          | Konstantin Semenov (RUS) · Viacheslav Krasilnikov (RUS) |
| Long Beach Grand Slam Long Beach, California, United States 18 – 23 augusti                                                    | Alison Cerutti (BRA) · Bruno Oscar Schmidt (BRA) · 21–16, 20–22, 15–13 | Nicholas Lucena (USA) · Phil Dalhausser (USA)         | Pablo Herrera (ESP) · Adrián Gavira (ESP) · 9–21, 21–17, 15–12        | Alexander Brouwer (NED) · Robert Meeuwsen (NED) ·       |
| Olsztyn Grand Slam Olsztyn, Polen 25 – 30 augusti                                                                              | Alison Cerutti (BRA) · Bruno Oscar Schmidt (BRA) · 21–10, 21–15        | Jake Gibb (USA) · Casey Patterson (USA)               | Chaim Schalk (CAN) · Ben Saxton (CAN) · 21–17, 21–18                  | Jonathan Erdmann (GER) · Kay Matysik (GER) ·            |
| Rio de Janeiro Open Rio de Janeiro, Brasilien 2 – 6 september                                                                  | Aleksandrs Samoilovs (LAT) · Jānis Šmēdiņš (LAT) · 21–15, 25–23        | Markus Böckermann (GER) · Lars Flüggen (GER)          | Saymon Santos (BRA) · Gustavo Carvalhaes (BRA) · 21–14, 17–21, 15–8   | Alison Cerutti (BRA) · Bruno Oscar Schmidt (BRA)        |
| Sochi Open Sochi, Ryssland 8 – 13 september                                                                                    | Aleksandrs Samoilovs (LAT) · Jānis Šmēdiņš (LAT) · 24–22, 21–19        | Nicholas Lucena (USA) · Phil Dalhausser (USA)         | Paolo Nicolai (ITA) · Daniele Lupo (ITA) · 21–18, 15–21, 15–13        | Konstantin Semenov (RUS) · Viacheslav Krasilnikov (RUS) |
| Xiamen Open Xiamen, Kina 22 – 26 september                                                                                     | Nicholas Lucena (USA) · Phil Dalhausser (USA) · 21–16, 21–17           | Markus Böckermann (GER) · Lars Flüggen (GER)          | Aleksandrs Samoilovs (LAT) · Jānis Šmēdiņš (LAT) · 21–17, 21–13       | Mārtiņš Pļaviņš (LAT) · Haralds Regža (LAT)             |
| Ft. Lauderdale Swatch Beach Volleyball FIVB World Tour Finals Fort Lauderdale, Florida, United States 29 september – 4 oktober | Alison Cerutti (BRA) · Bruno Oscar Schmidt (BRA) · 21–13, 21–15        | Nicholas Lucena (USA) · Phil Dalhausser (USA)         | Evandro Oliveira (BRA) · Pedro Solberg Salgado (BRA) · 21–19, 21–14   | Alexander Brouwer (NED) · Robert Meeuwsen (NED)         |

## Medaljliga efter land
| Nr                   | Nation               | Guld | Silver | Brons | Totalt |
| -------------------- | -------------------- | ---- | ------ | ----- | ------ |
| 1                    | Brasilien (BRA)      | 18   | 7      | 7     | 32     |
| 2                    | Tyskland (GER)       | 3    | 4      | 2     | 9      |
| 3                    | USA (USA)            | 2    | 5      | 2     | 9      |
| 4                    | Lettland (LAT)       | 2    | 1      | 1     | 4      |
| 5                    | Italien (ITA)        | 2    | 0      | 3     | 5      |
| 6                    | Nederländerna (NED)  | 1    | 7      | 3     | 11     |
| 7                    | Kanada (CAN)         | 1    | 4      | 4     | 9      |
| 8                    | Schweiz (SUI)        | 1    | 1      | 2     | 4      |
| 9                    | Spanien (ESP)        | 1    | 0      | 1     | 2      |
| 10                   | Polen (POL)          | 0    | 1      | 2     | 3      |
| 11                   | Argentina (ARG)      | 0    | 1      | 0     | 1      |
| 12                   | Australien (AUS)     | 0    | 0      | 1     | 1      |
| 12                   | Frankrike (FRA)      | 0    | 0      | 1     | 1      |
| 12                   | Turkiet (TUR)        | 0    | 0      | 1     | 1      |
| 12                   | Österrike (AUT)      | 0    | 0      | 1     | 1      |
| Totalt (15 nationer) | Totalt (15 nationer) | 31   | 31     | 31    | 93     |